# Señores del Olimpo
Señores del Olimpo es una novela escrita por Javier Negrete y ganadora del premio Minotauro 2006.
Su trama transcurre en la antigua Grecia donde Zeus ve amenazada la continuidad de su poder y debe luchar contra una criatura llamada Tifón y una red de dioses que conspiran contra él liderados por la propia Gea. Entre los personajes más destacados de la obra podemos destacar a Hefesto, Atenea, Alcides y Apolo.
El libro se apoya en diversos mitos griegos que, si bien algunos han sido modificados por el autor para el bien de la trama, son bastante fieles a la mitología griega.